# Oligosoma striatum
Oligosoma striatum је гмизавац из реда Squamata. 

## Угроженост
Ова врста се сматра рањивом у погледу угрожености врсте од изумирања.

## Распрострањење
Нови Зеланд је једино познато природно станиште врсте.

## Станиште
Врста Oligosoma striatum има станиште на копну.